# Myzomèle de Forbes
Myzomela wakoloensis
Espèce
Statut de conservation UICN

 LC  : Préoccupation mineure
Le Myzomèle de Forbes (Myzomela wakoloensis) est une espèce de passereau de la famille des Meliphagidae.

## Répartition
Cet oiseau vit sur les îles de Buru et Céram en Indonésie.

## Habitat
Il habite les mangroves, les forêts humides tropicales et subtropicales en plaines, les montagnes humides tropicales et subtropicales.

## Sous-espèces
D'après Alan P. Peterson, il en existe deux sous-espèces :
- Myzomela wakoloensis elisabethae Oort 1911 ;
- Myzomela wakoloensis wakoloensis Forbes,HO 1883.